# 帕萨
帕萨（法語：Passa，法語發音：[pasa] ⓘ）是法国东比利牛斯省的一个市镇，位于该省东部偏南，属于佩皮尼昂区。

## 地理
帕萨（42°34'42"N, 2°48'41"E）面积13.47 平方千米，位于法国奧克西塔尼大區东比利牛斯省，该省份为法国大陆部分最南部的省份，涵盖了北加泰罗尼亚，北起奥德省，西接阿列日省和安道尔，南与西班牙接壤，东临地中海。
与帕萨接壤的市镇（或旧市镇、城区）包括：特鲁亚斯、维勒莫拉克、特雷塞尔、勒布卢、圣让普拉德科尔、维韦斯、约罗、托代尔、富尔克。

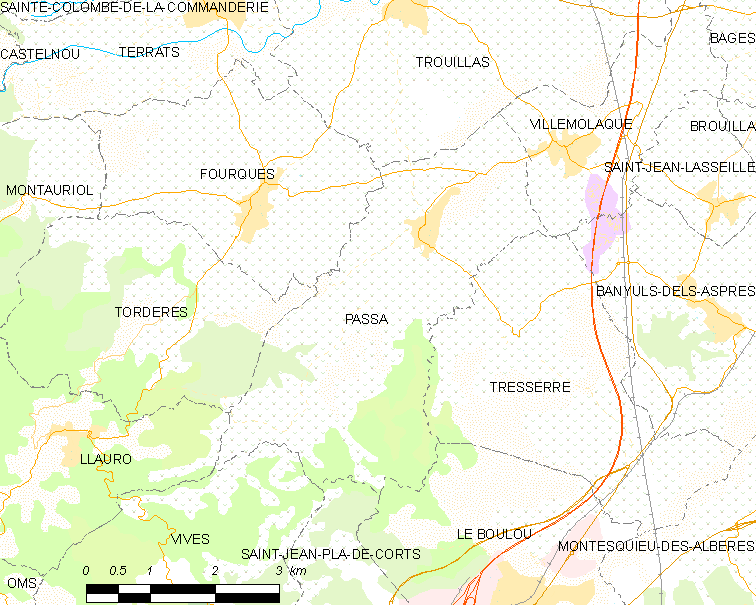
帕萨的OSM定位图

帕萨的时区为UTC+01:00、UTC+02:00（夏令时）。

## 行政
帕萨的邮政编码为66300，INSEE市镇编码为66134。

## 政治
帕萨所属的省级选区为莱萨斯普尔县。

## 人口

1962-2008年间帕萨人口变化图示

帕萨于2022年1月1日时的人口数量为1079人。